# Xenophrys parva
Xenophrys parva är en groddjursart som först beskrevs av George Albert Boulenger 1893.  Xenophrys parva ingår i släktet Xenophrys och familjen Megophryidae. IUCN kategoriserar arten globalt som livskraftig. Inga underarter finns listade i Catalogue of Life.